# Bencyklan
Bencyklan (łac. bencyclanum) – organiczny związek chemiczny, bloker kanałów wapniowych, stosowany w leczeniu objawowym chorób tętnic kończyn dolnych.

## Mechanizm działania
Bencyklan rozszerza naczynia krwionośne głównie poprzez blokowanie kanałów wapniowych w naczyniach krwionośnych. Zależnie od dawki hamuje również ATP-azę sodowo-potasową (Na+/K+ ATP-aza), agregację płytek krwi oraz podnosi zdolność krwinek czerwonych na odkształcenia. W wyniku tych działań poprawia się przepływ krwi w zwężonych tętnicach kończyn dolnych, a tym samym ukrwienie tkanek i ich natlenowanie. Działanie wazodylatacyjne bencyklanu ujawnia się głównie w obrębie naczyń wieńcowych, obwodowych i mózgowych.
Bencyklan działa również spazmolitycznie, rozkurczając mięśnie gładkie przewodu pokarmowego, układu moczowo-płciowego i oddechowego, oraz uspokajająco.

## Farmakokinetyka
Lek wchłania się dobrze z przewodu pokarmowego, osiągając po średnio 3 godzinach maksymalne stężenie w osoczu. Jego biodostępność wynosi maksymalnie 35%, ze względu na efekt pierwszego przejścia. Około 30–40% podanej dawki leku wiąże się z białkami osocza. Okres półtrwania wynosi 6–10 godzin; nie ulega on wydłużeniu w przypadku osób starszych czy osób z lekką lub umiarkowaną niewydolnością wątroby lub nerek.
Bencyklan metabolizowany jest w wątrobie, głównie poprzez dezalkilację i rozszczepienie wiązania eterowego. Lek wydalany jest w postaci metabolitów głównie z moczem, jedynie 2–3% podanej dawki wydalane jest w postaci niezmienionej.

## Wskazania
Leczenie objawowe chorób tętnic kończyn dolnych związanych ze zwężeniem światła naczyń krwionośnych, np. miażdżycy zarostowej tętnic kończyn dolnych, objawiającej się jako chromanie przestankowe.

## Przeciwwskazania
- nadwrażliwość na bencyklan lub jakikolwiek inny składnik preparatu
- ciężka niewydolność oddechowa
- ciężka niewydolność nerek lub wątroby
- blok przedsionkowo-komorowy, zawał serca, niewydolność serca
- padaczka
- udar mózgu (przebyty w ciągu 12 miesięcy od potencjalnej daty rozpoczęcia leczenia bencyklanem)
- ciąża i karmienie piersią

## Działania niepożądane
Występują niezbyt często i zazwyczaj nasilonego charakteru. Podczas leczenia bencyklanem mogą wystąpić:
- zaburzenia przewodu pokarmowego (uczucie suchości w jamie ustnej, bóle żołądka, nudności i wymioty, objawy niestrawności)
- zaburzenia serca (tachyarytmia, szczególnie w przypadku jednoczesnego podawania bencyklanu i sympatykomimetyków)
- zwiększenie masy ciała
- reakcje alergiczne
- wzrost aktywności enzymów wątrobowych.

## Interakcje
Należy zwrócić szczególną uwagę na chorych przyjmujących jednocześnie bencyklan i:
- anestetyki oraz leki psychotropowe – ze względu na możliwość nasilenia ich działania
- sympatykomimetyki – istnieje ryzyko wystąpienia tachyarytmii
- leki moczopędne starszej generacji, chinidyna – zwiększenie działania proarytmogennego
- glikozydy naparstnicy – ryzyko arytmii
- β-adrenolityki – istnieje konieczność zwiększenia dawki tych leków
- inne blokery kanałów wapniowych oraz leki stosowane w leczeniu nadciśnienia – ryzyko nasilenia działania
- kwas acetylosalicylowy – nasilenie działania antyagregacyjnego płytek krwi.

## Preparaty
- Halidor (Egis Pharmaceuticals)